# N.K. Madsen-Stensgaard
Niels Kristian Madsen-Stensgaard (26. oktober 1850 i Bellinge Sogn - 3. marts 1927 i Skotterup) var en dansk organist, sanglærer og komponist.
Han blev uddannet som lærer ved Jelling Seminarium 1870 og blev samme år ansat som musiklærer ved Gedved Seminarium og andenlærer ved Gedved Skole. Han valgte dog snart at rejse til København for at videreuddanne sig bl.a. i orgelspil og direktion, samtidig med at han underviste. Han havde Jørgen Malling, Johan Christian Gebauer og Gottfred Matthison-Hansen som lærere. Jørgen Malling var fortaler for den såkaldte Chevèske metode, som Madsen-Stensgaard også hyldede. I de følgende år havde Stensgaard flere poster i og omkring København, bl.a. var han organist i Brønshøj Kirke, og han udgav en række skolesangbøger. Desuden udgav han fra 1880-1884 Tidsskrift for Kirke-, Skole- og Folkesang, der skulle bringe sangmaterialet ud til de steder, hvor der var brug for det. 1902-1906 virkede han som lærer på Statens Lærerhøjskole.

## Musik (i udvalg)
- Der dukker af disen min fædrene jord[1]
- En stille høstlig brusen[2]
- Venner ser på Danmarks kort[3]
- Sneen dækker mark og mose
- 5 hæfter med romancer og sange
- Nye tider (skuespil)
- Værker af Madsen-Stensgaard i Det Kongelige Biblioteks samlinger (Webside ikke længere tilgængelig)
- Sange af Madsen-Stensgaard på Wikisource